# Jan Maria Augusta
Jan Maria Augusta, vlastním jménem Václav Augusta (16. srpna 1897 Praha – 3. října 1939 Praha) byl český spisovatel, básník, překladatel, bibliofil a redaktor, stoupenec české dekadence a symbolismu.

## Život
Narodil se jako jediný potomek poštovního úředníka Václava Augusty a jeho manželky Marie, rozené Kaufmannové, v Praze na Novém Městě. Po absolutoriu gymnázia vystudoval dějiny literatury a estetiku na filozofické fakultě Karlovy univerzity v Praze, kde roku 1921 absolvoval disertační prací Konstrukce a kritika Nietzschovy estetiky. Během studií již začal pracovat jako redaktor Dalibora (od 1919) a uveřejňovat kritické stati v Moderní revui a v Kmeni, později také ve Světozoru, Lumírovi a dalších. Soustavně se věnoval práci redaktora a psal o knižní kultuře, ilustracích a grafické úpravě knih, zejména bibliofilií. Byl členem Spolku českých bibliofilů. Přispíval do časopisů Knihomol a Knihomil, které redigoval, jeho stati uveřejňovaly také Topičův sborník nebo Rozpravy Aventina (1925-1927). Jeho teoretická a kritická díla nepozbyla kvality.
Přátelil se s V. H. Brunnerem, Zdenkou Braunerovou, Františkem Bílkem a pražským nakladatelem Ludvíkem Bradáčem (1885-1947), který vydával jeho díla.
Překládal z francouzštiny.
Jeho vlastní tvorba básnická a dramatická je poznamenána českou dekadencí a symbolismem (Jiří Karásek ze Lvovic), a vlivem Nietzscheho názorů na umění. Jsou to zásadně bibliofilská vydání knížek s ilustracemi a v umělecké vazbě, pro svůj malý náklad málo dostupná. Pro patos a pseudolyrické podání jsou dnešnímu čtenáři vzdálené.
Jeho svérázná politická aktivita v tzv. Lize svobodných vyzývala k obrodě veřejného života na principech monarchie. Byl místopředsedou Napoleonské společnosti; roku 1933 spoluorganizoval v Praze III. mezinárodní napoleonský kongres a tematickou výstavu napoleonik z českých a moravských sbírek.

## Dílo
- Mystika Julia Zeyera, (1918)
- Český leták, (1919), Augustovo politické krédo
- Hovory poutníkovy, (1921) básně; ilustrace a grafická úprava František Kobliha; bibliofilie
- studie o J. V. Myslbekovi, in: Dílo (1922)
- Kterési květnové noci - jediný román
- Rukověť sběratelova. Praha : Nakladatelství L. Bradáče 1927, (reprint 1997); nejvýznamnější dílo, dvoudílná příručka pro amatérské sběratele výtvarného umění, s kresbami a mnoha autorskými značkami, ilustrovala Zdenka Braunerová. Jediné autorovo dosud vyhledávané dílo.
- Západ, scénická improvisace.
- Balada o vazbě z lidské kůže, pod pseudonymem Isqui, (1944) biliofilie

### Překlady
- Chateaubriand: René a Atala (1918)
- Jacques-Henri Bernardin de Saint-Pierre: Paul a Virginie (1925) bibliofilie s původními heliogravurami

## Pseudonymy
Rád skrýval svou identitu, psal pod pseudonymy: Otakar Černý, Dluhoš, Isqui, Netušil, RIXOR, Jiří Úhoř; také pod šiframi: A.J. MA, CC, O.Č., -sta.

## Pozůstalost
- Literární pozůstalost, korespondence, sbírka tisků a grafiky s napoleonskou tematikou jsou uloženy v Augustově osobním fondu v Památníku národního písemnictví.